# Saint-Étienne-la-Thillaye
Saint-Étienne-la-Thillaye è un comune francese di 501 abitanti situato nel dipartimento del Calvados nella regione della Normandia.

## Società

### Evoluzione demografica
Abitanti censiti